# Факторизация
В математике факториза́ция — это декомпозиция объекта (например, числа, полинома или матрицы) в произведение других объектов, или факторов, которые, будучи перемноженными, дают исходный объект. Например, число 15 факторизуется на простые числа 3 и 5, а полином x2 − 4 факторизуется на (x − 2)(x + 2). В результате факторизации во всех случаях получается произведение более простых объектов, чем исходный.
Целью факторизации является приведение объекта к «основным строительным блокам», например, число к простым числам, многочлен — к неприводимым многочленам. Факторизация целых чисел обеспечивается основной теоремой арифметики, а многочленов — основной теоремой алгебры.
Противоположностью факторизации полиномов является их расширение, перемножение полиномиальных факторов для получения «расширенного» многочлена, записанного в виде суммы слагаемых.
Факторизация целых чисел для больших чисел является задачей большой сложности. Не существует никакого известного способа, чтобы решить эту задачу быстро. Её сложность лежит в основе некоторых алгоритмов шифрования с открытым ключом, таких как RSA.
Матрица может также быть факторизована на произведение матриц специального вида для приложений, в которых эта форма удобна. Одним из основных примеров этого является использование ортогональных, унитарных и треугольных матриц. Существуют различные способы факторизации: QR-разложение, LQ, QL, RQ, RZ.
Ещё одним примером является факторизация функций в виде композиции других функций, имеющих определённые свойства. Например, каждая функция может рассматриваться как композиция сюръективной функции с инъективной. Этот подход является обобщением понятия факторизации систем.
Наконец, в теории графов факторизация графа определяется как разложение графа на непересекающиеся по рёбрам остовные подграфы (то есть подграфы, содержащие все вершины графа) специального вида.

## Целые числа
По основной теореме арифметики каждое натуральное число имеет единственное разложение на простые множители. Существует множество алгоритмов факторизации целого, с помощью которых можно факторизовать любое натуральное число до состава его простых множителей с помощью рекуррентных формул. Однако, для очень больших чисел эффективный алгоритм пока неизвестен.

## Гауссовы числа
Кольцо гауссовых чисел факториально, то есть разложение на простые множители однозначно с точностью до их порядка и ассоциированности (умножения на делители единицы).